# Fedor von Bock
Moritz Albrecht Franz Friedrich Fedor von Bock (Küstrin, 3 dicembre 1880 – Oldenburg in Holstein, 4 maggio 1945) è stato un generale (feldmaresciallo) tedesco.
Tra i più esperti e capaci ufficiali superiori della Wehrmacht, durante la prima parte della seconda guerra mondiale ottenne una serie di vittorie alla testa di vari gruppi d'armate nella campagna di Polonia nel 1939, sul Fronte occidentale nel 1940 e soprattutto sul Fronte orientale nel 1941-42. Entrato in contrasto con Adolf Hitler sulla condotta strategica delle operazioni, venne congedato per due volte, dopo la battaglia di Mosca e nella fase iniziale dell'operazione Blu.
Fu esonerato per sempre dal luglio del 1942 a causa dei risultati insoddisfacenti nell'Operazione Blu ( attacco verso Stalingrado)
Passò gli ultimi anni della guerra in ritiro in Germania e rimase ucciso negli ultimi giorni del conflitto durante un bombardamento aereo alleato.

## Biografia
Fedor von Bock nacque a Küstrin nel 1880; discendente di una nobile famiglia di militari, era nipote del generale Erich von Falkenhayn, divenne sottotenente dell'esercito imperiale nel 1898, entrando, due anni prima dell'inizio della prima guerra mondiale, nello stato maggiore e, durante il conflitto, venne decorato con la più alta onorificenza tedesca, la medaglia Pour le Mérite.
A seguito della sconfitta della Germania von Bock rimase nei quadri della nuova Reichswehr e, nel 1935, venne promosso al grado di generale di fanteria, ottenendo, nel 1938, il comando dell'8ª armata, incaricata di occupare l'Austria con il cosiddetto Anschluss.
Nel settembre del 1939, all'inizio della seconda guerra mondiale, con il grado di colonnello generale, fu posto a capo dell'Heeresgruppe Nord durante la campagna di Polonia, e, a partire dal maggio 1940, comandò l'Heeresgruppe B durante la campagna di Francia, venendo promosso feldmaresciallo sul campo il 19 luglio 1940.
Nel giugno del 1941 comandò l'Heeresgruppe Mitte durante operazione Barbarossa, guidando direttamente l'attacco verso Mosca, venendo tuttavia fermato dal contrattacco dell'Armata Rossa a pochi chilometri dalla capitale dell'Unione Sovietica. Il fallimento dell'operazione Barbarossa provocò l'allontanamento da parte di Hitler del capo dell'Oberkommando des Heeres, il feldmaresciallo Walther von Brauchitsch, assumendo su di sé il comando in capo della Wehrmacht, e, a seguito di questo evento, von Bock chiese di essere mandato in congedo, ufficialmente per malattia, venendo sostituito con il feldmaresciallo Günther von Kluge.
Dopo poche settimane, nel gennaio 1942, von Bock, dopo la morte improvvisa del feldmaresciallo Walter von Reichenau, venne richiamato in servizio al comando dell'Heeresgruppe Süd e nel maggio 1942 ottenne un'importante vittoria nella seconda battaglia di Char'kov, in Ucraina orientale, arrestando l'offensiva sovietica comandata dal maresciallo Semën Konstjantynovyč Tymošenko e distruggendo numerose armate sovietiche in una grande sacca d'accerchiamento. Fu una delle più grandi vittorie tedesche della seconda guerra mondiale. Nella successiva operazione Blu raggiunse nuovi brillanti successi iniziali ma ben presto entrò in contrasto con il Führer sui dettagli della conduzione tattica delle operazioni nel settore meridionale del fronte orientale, e il 15 luglio 1942 egli venne definitivamente congedato e dovette cedere il comando del suo gruppo d'armate al generale Maximilian von Weichs.
Il 3 maggio 1945 von Bock fu gravemente ferito in un attacco inglese a bassa quota vicino a Lensahn; il giorno successivo morì a causa delle ferite in un ospedale navale di Oldenburg in Holstein. Nell'attacco furono uccisi anche la sua seconda moglie Wilhelmine, la figliastra Katharina von der Osten e il suo autista. Fedor von Bock è l'unico feldmaresciallo del Terzo Reich morto in seguito ad un'azione diretta del nemico..